# 新西兰半边莲
新西兰半边莲（学名：Lobelia pedunculata），是一种来自澳大利亚的多年生草本植物。  
新西兰半边莲在美国被视为入侵物种。它有天蓝色的、类似傍晚星空的或白色的花，可以通过地下的匍匐茎传播。在花园环境中，一些园丁认为它的传播能力较强而感到烦恼。  

## 品种
其中一种品种（学名：Lobelia pedunculata var. Almanda Blue）于2013年由John Wamsley在澳大利亚的一处保护区（Scott Creek Conservation Park）发现。它有密集的、下垂的匍匐茎，且拥有较小的、均雌性的花。Wamsley将其注册为澳大利亚植物育种者权利下的知识产权和美国专利。 这种植物的克隆被作为园艺植物出售，版税用于保护它所在公园的生物多样性。

## 生长习性
- 蔓延

新西兰半边莲通过地下的匍匐茎传播。有时地面上不一定会通过叶片显示它的匍匐茎轨迹，使得它甚至可以在几英尺外的地方突然冒出它的叶子或花朵。且由于它繁殖迅速，折断的匍匐茎还能长出新芽，让它很难被彻底铲除。

## 作用
即使它蔓延迅速，也不能很好的有效抑制其它杂草的出现，比如三叶草。一些人认为，由于它在较寒天气下表现为枯死，而导致新西兰半边莲不是装饰的最佳选择。

## 图片展示

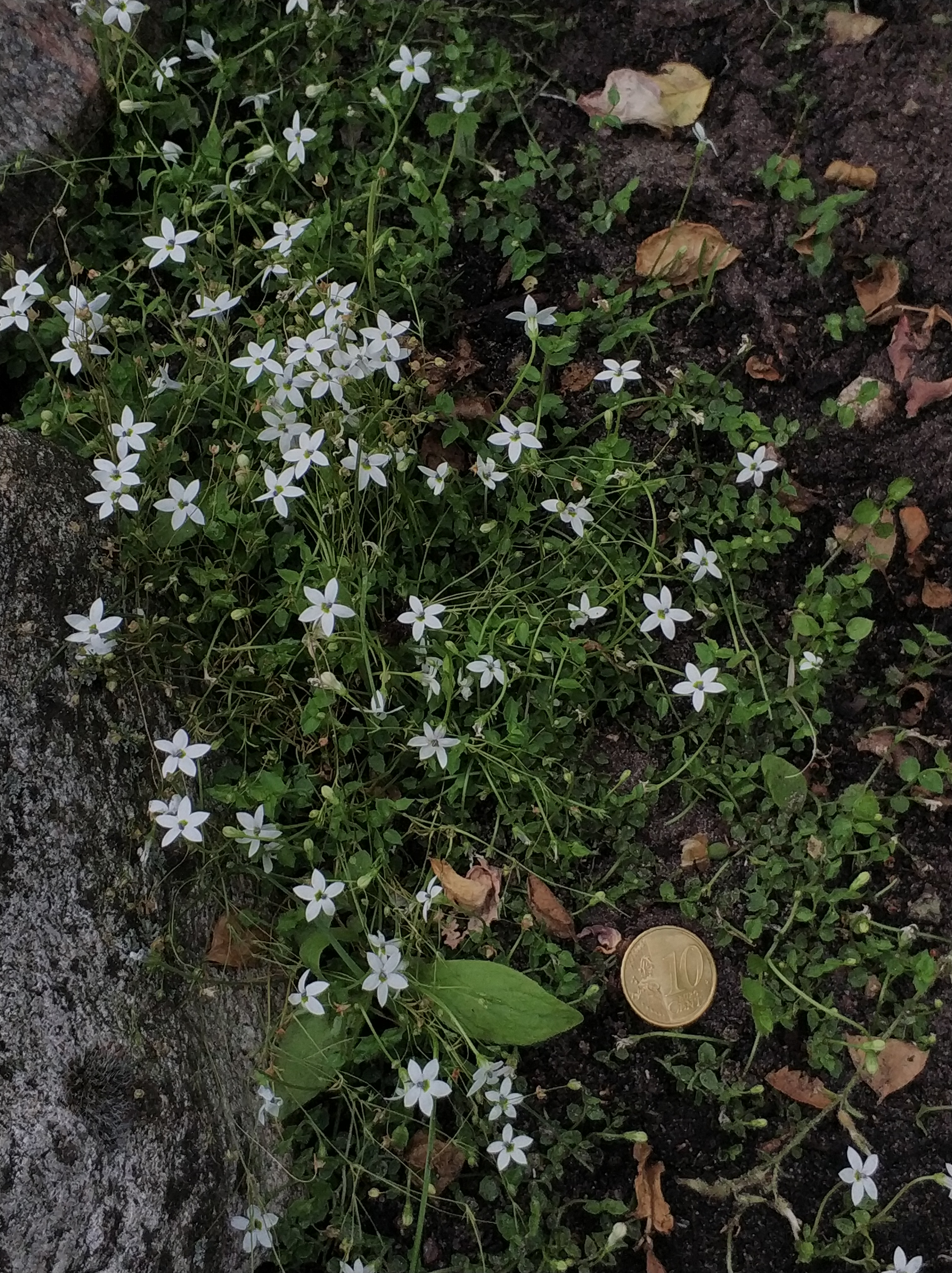
新西兰半边莲表面
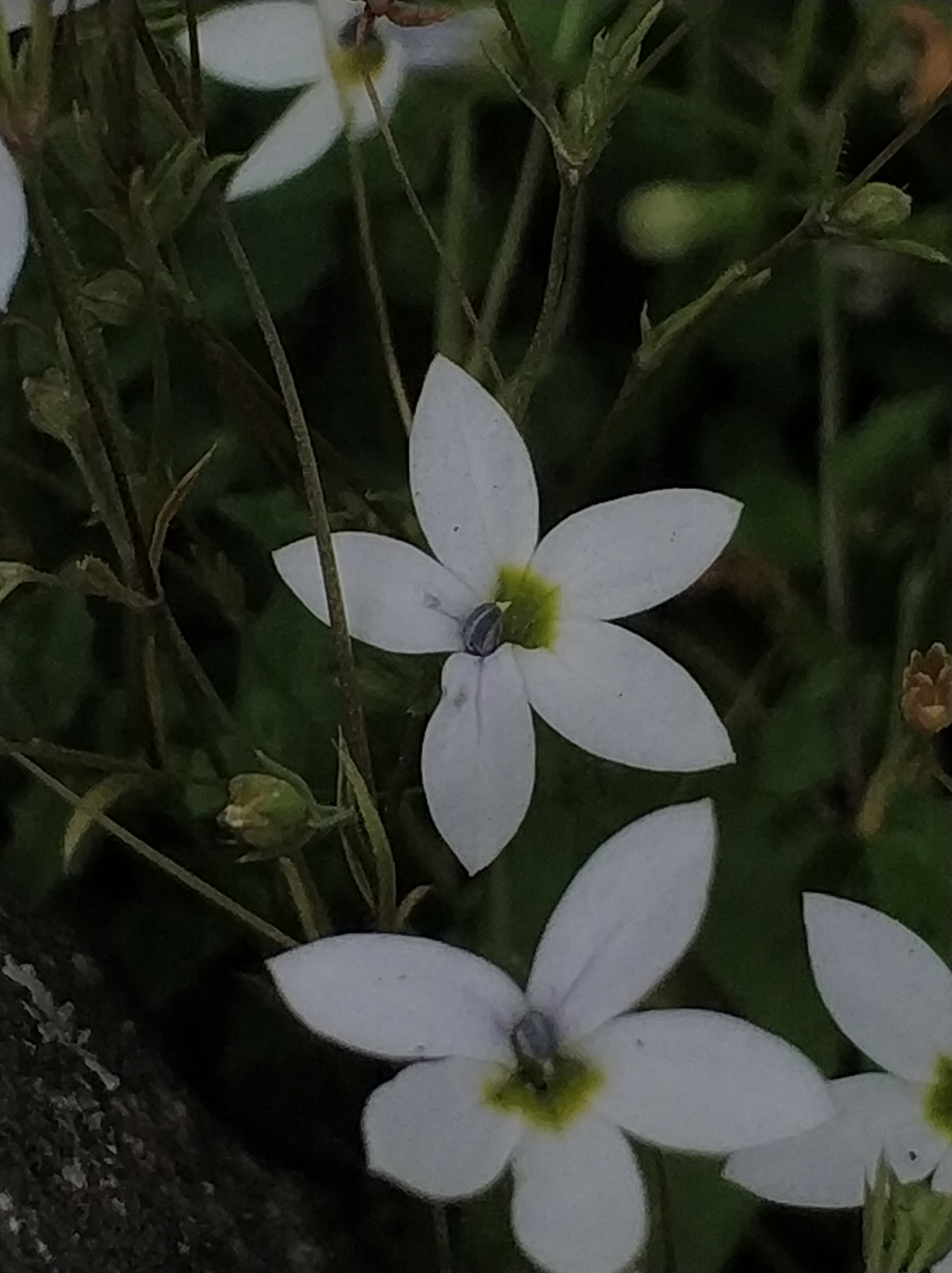
新西兰半边莲的花朵
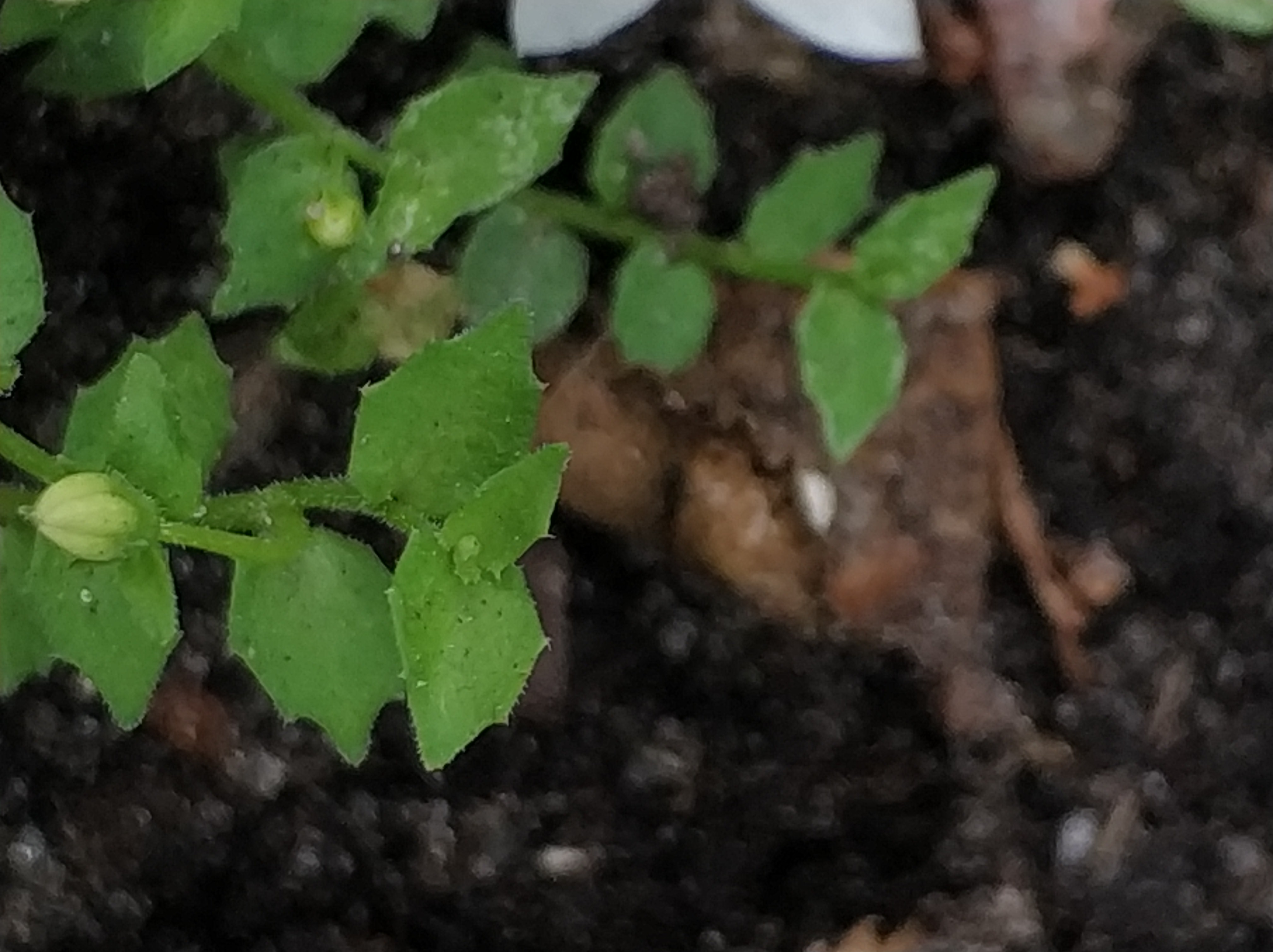
新西兰半边莲的叶子